# Bitka pri Chojnicah
Bitka pri Chojnicah je potekala 1. septembra 1939 med poljskimi in nemškimi enotami. 

## Potek
Na prvi dan druge svetovne vojne je nemška 20. motorizirana divizija prodrla do železniške proge Chojnice-Naklo, kjer je naletela na hud poljski odpor. Polkovnik Mastalerz, poveljnik poljskega 18. ulanskega polka, se je odločil napasti nemško predhodnico in tako omogočiti nemoten poljski umik. 
Okoli 17:00 se je tako pričel prvi konjeniški napad druge svetovne vojne. Kljub nemškemu odporu ulanci hitro jahajo skozi odprto polje in posledično povzročijo umik nemške pehote. Toda v tem trenutku so na nemške položaje prispele nemške tankovske enote, ki so odločile bitko. Ker so se ulanci tako znašli pred premočnim sovražnikom na odprtem polju, so se poljski ulanci odločili za nadaljevanje napada, da bi čim hitreje prečkali polje in pobegnili mimo nemških položajev. V napadu je tako padla polovica ulanskega polka.
Posledično se je zaradi te in nekaterih podobnih bitk razvil mit, da so poljski konjeniki napadali nemške tanke med poljsko kampanjo.